# Diagrama cromàtic
El diagrama cromàtic és un intent, entre molts altres, de quantificar les sensacions de color per tal de facilitar el seu estudi.
Quan la llum incideix en un cos, la seva energia es divideix en un màxim de tres parts: una part és reflectida, una altra és absorbida i, si el cos és transparent o translúcid, una altra és transmesa. La importància relativa de les tres parts depèn tant del cos com de la longitud d'ona de la llum incident. La responsable del color aparent és evidentment la part reflectida. Si la superfície del cos no està pulimentada, aquesta reflexió es produeix igualment en totes les direccions i s'anomena llum difusa. S'anomena poder difusor d'una superfície a la fracció de llum incident que és difosa. Igualment es defineixen els poders absorbent i transmissor.

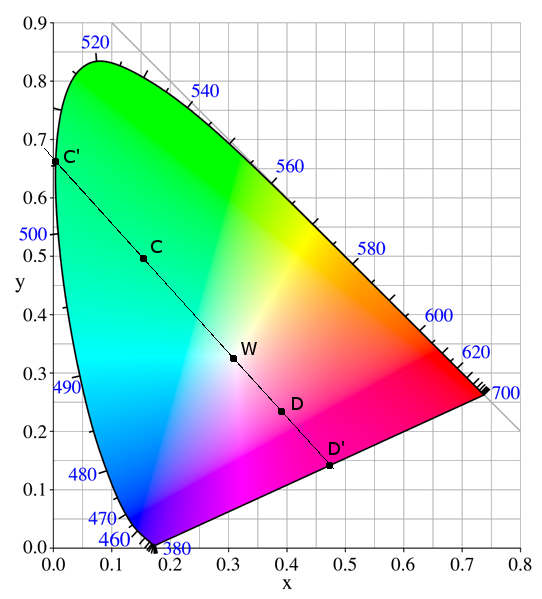
Diagrama cromàtic del CIE 1931

Si fem l'experiència en un aparell anomenat colorímetre de barrejar llums de colors sobreposant sobre una pantalla perfectament difusora feixos de llum procedents de tres projectors de colors diversos com ara blau, verd i vermell, observem que canviant la seva intensitat anem obtenint colors diferents. També s'observa que el sentit de la vista és incapaç, a partir únicament del color resultant, de distingir quins han estat els tres colors que l'han format. Això no passa amb l'oïda humana que és en principi capaç de separar i apreciar les notes que intervenen en un so compost.
També s'observa que hi ha colors que no es poden obtenir mitjançant la barreja dels tres projectors. Però, en canvi, sí es poden fer restant. Això significa que si es barreja el color incògnita que es vol aconseguir amb un dels altres tres i es van canviant les intensitats dels altres dos al final s'aconsegueix igualar-los. Per aconseguir que tots els colors puguin obtenirse com a suma d'altres tres va ser necessari introduir tres colors bàsics ideals a, b i c, que no existeixen en la realitat sinó només matemàticament però que sí poden generar teòricament qualsevol color real.
El diagrama cromàtic, introduït experimentalment i estadísticament pel CIE (Commission Internationale de l'Eclairage) el 1931, és una forma molt aclaridora de representar els colors en un pla. Es fan servir unes coordenades x, y basades en els colors imaginaris a, b i c. Llavors els colors reals es representen per punts d'aquest pla.

## Limitacions
Tot i que el diagrama funciona prou bé, també presenta importants limitacions.
Els observadors humans comuns no coincideixen exactament en la seva associació de colors a causa de l'absorció diferencial de la llum per pigments inerts situats davant dels fotoreceptors. Hi ha diferències individuals molt més grans en la colorimetria diferencial. A més, el sistema és totalment inadequat per al 4% de la població (principalment homes), percentatge que comprèn les persones la visió cromàtica de les quals és anormal. El sistema funciona bé només en un interval intermedi de luminàncies, sota del qual intervenen els bastons (els receptors de la visió nocturna) i per sobre del qual l'emblanquiment dels fotopigments visuals altera els aspectes d'absorció dels cons.
Per tant, en aquestes situacions, el diagrama deixa de reflectir els colors tal com són i passa a presentar algunes anomalies.

## Utilitats
Gràcies a ell, es poden calcular coordenades cromàtiques de colors escpectrales (colors que es distingeixen en la descomposició de la llum solar) a partir de la igualació del color per tal que quedin representats al diagrama. Les coordenades cromàtiques es representen de la següent manera:
r = (R / R + G + B)
g = (G / R + G + B)
b = (B / R + G + B)